# Benjamin Thorpe
Benjamin Thorpe (1782 – Chiswick, 19 luglio 1870) è stato un filologo inglese di letteratura anglosassone.

## Biografia
Le origini di Thorpe sono sconosciute. All'inizio degli anni 1820 lavorò come banchiere nella Casa di Rothschild, a Parigi. Lì incontrò Thomas Hodgkin, che lo curò per la tubercolosi.
Dopo avere studiato per quattro anni all'Università di Copenaghen sotto il filologo danese Rasmus Christian Rask, Thorpe fece ritorno in Inghilterra nel 1830. Nello stesso anno si trasferì a Londra con la sua nuova moglie Mary Otte e la figlia di lei Elise Otté. Thorpe educò e oppresse la figliastra ed essa ebbe con lui una relazione travagliata per tutta la vita.
In pochi anni si affermò come studioso di letteratura anglosassone. 
In riconoscimento del lavoro non remunerativo, a Thorpe fu concessa una pensione civile di £ 160 nel 1835, che il 17 giugno 1841 fu aumentata a £ 200 all'anno. Fu membro della Society of Antiquaries di Londra, membro della Regia Accademia bavarese delle scienze di Monaco e della Società letteraria olandese di Leida.
Morì a Chiswick (Londra) nel luglio 1870.

### Attività

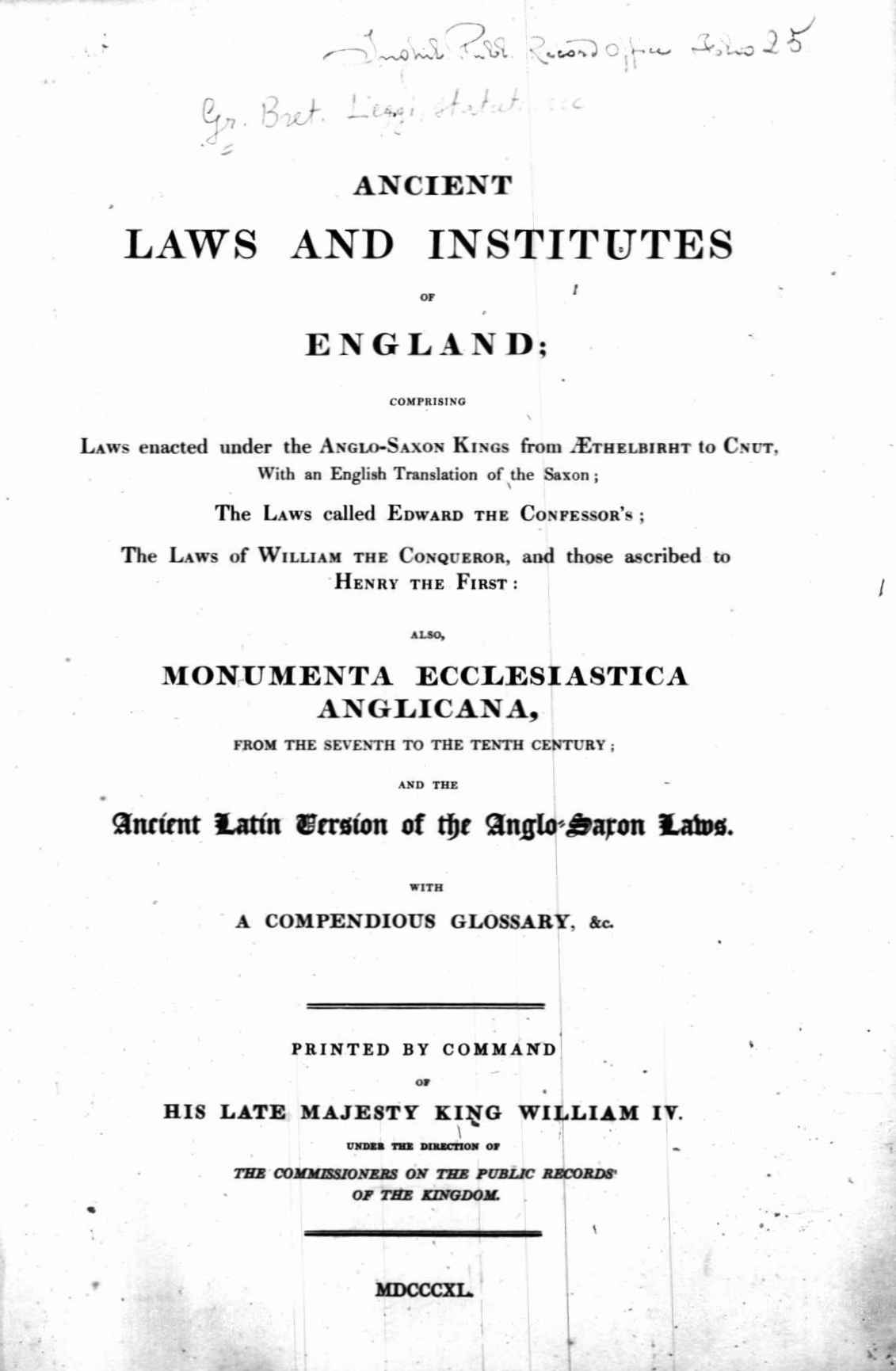
Ancient laws and institutes of England, 1840

Nel 1830 Thorpe pubblicò a Copenaghen una versione inglese della Anglo-Saxon Grammar di Rask (di cui una seconda edizione apparve a Londra).
Nel 1832 pubblicò a Londra Cædmon's Metrical Paraphrase of Parts of the Holy Scriptures in Anglo-Saxon, che ebbe recensioni positive. Fu seguito nel 1834 da Anglo-Saxon Version of the Story of Apollonius of Tyre e da Analecta Anglo-Saxonica, un libro di testo che fu adottato a Oxford da Robert Meadows White. L’Analecta fu usata, assieme alla Anglo-Saxon Guide di Vernon, per 40 anni.
Nel 1835 Thorpe pubblicò Libri Psalmorum Versio antiqua Latina e quindi Ancient Laws and Institutes of England (1840). Altri due volumi furono pubblicati da Thorpe nel 1842, The Holy Gospels in Anglo-Saxon e Codex Exoniensis, un'edizione delle poesie nell'Exeter Book con traduzione in inglese. Poi venne, per la Ælfric Society, The Homilies of the Anglo-Saxon Church, "con una versione inglese, pubblicata in dieci parti tra il 1843 e il 1846.
Nel 1834 Thorpe aveva iniziato una traduzione delle opere di Johann Martin Lappenberg sulla storia antica inglese, ma fu dissuaso. Nel 1842 aveva iniziato un'altra versione, con modifiche, correzioni e note proprie; fu pubblicata in due volumi nel 1845 come A History of England under the Anglo-Saxon Kings. Seguì infine una versione di Lappenberg di History of England under the Norman Kings (1857). L'edizione in due volumi di Thorpe di Florence di Worcester fu pubblicata nel 1848-1849.
Per l'editore Edward Lumley, Thorpe produsse Northern mythology (1851) con note e illustrazioni. Fu seguito nel 1853 da Yule Tide Stories che apparve nella Biblioteca Antiquaria di Bohn. Per la stessa biblioteca tradusse nel 1854 Pauli's Life of Alfred the Great, con la versione anglosassone di Orosio. Nel 1855 apparvero Anglo-Saxon Poems of Beowulf di Thorpe, con traduzione, note, glossario e indici. Aveva pianificato questo lavoro già nel 1830, e il suo testo fu raccolto con il manoscritto Cottoniano prima di John Mitchell Kemble; poco tempo dopo i bordi bruciati del manoscritto subirono ulteriori danni.
Nel 1861 Thorpe pubblicò per la serie di Rolls di The Anglo-Saxon Chronicle, according to the several Authorities. Nel primo volume sono stampati sinotticamente il Corpus Christi, il Cambridge, il Bodleiano e vari testi del Cottoniano, con facsimili e note, mentre nel volume due è apparsa la traduzione. Quattro anni dopo, grazie al sostegno dell'antiquario Joseph Mayer di Liverpool, Thorpe fu in grado di pubblicare il suo supplemento al Codex Diplomaticus ævi Saxnici di Kemble. La sua ultima opera, per Trübner nel 1866, fu una traduzione dell' Edda poetica.

## Opere
- (EN) Ancient laws and institutes of England, London, 1840.
- The Homilies of the Anglo-Saxon Church, 1844.
- Northern Mythology, comprising the principal popular Traditions and Superstitions of Scandinavia, North Germany, and the Netherlands … from original and other sources, 3 voll., London, Edward Lumley, 1851.